# Ethmostigmus relictus
Ethmostigmus relictus är en mångfotingart som beskrevs av Chamberlin 1944. Ethmostigmus relictus ingår i släktet Ethmostigmus och familjen Scolopendridae. Inga underarter finns listade i Catalogue of Life.